# Lozi (sprog)
Lozi, også kaldet siLozi og Rozi, er et bantusprog, der tales i Zambia, Zimbabwe, Botswana, Namibia og Sydafrika.
| Sprog | Spire Denne artikel om sprog er en spire som bør udbygges. Du er velkommen til at hjælpe Wikipedia ved at udvide den. |